# Trollius chinensis
Trollius chinensis är en ranunkelväxtart som beskrevs av Aleksandr Andrejevitj Bunge. Trollius chinensis ingår i släktet smörbollssläktet, och familjen ranunkelväxter. Inga underarter finns listade i Catalogue of Life.

## Bildgalleri

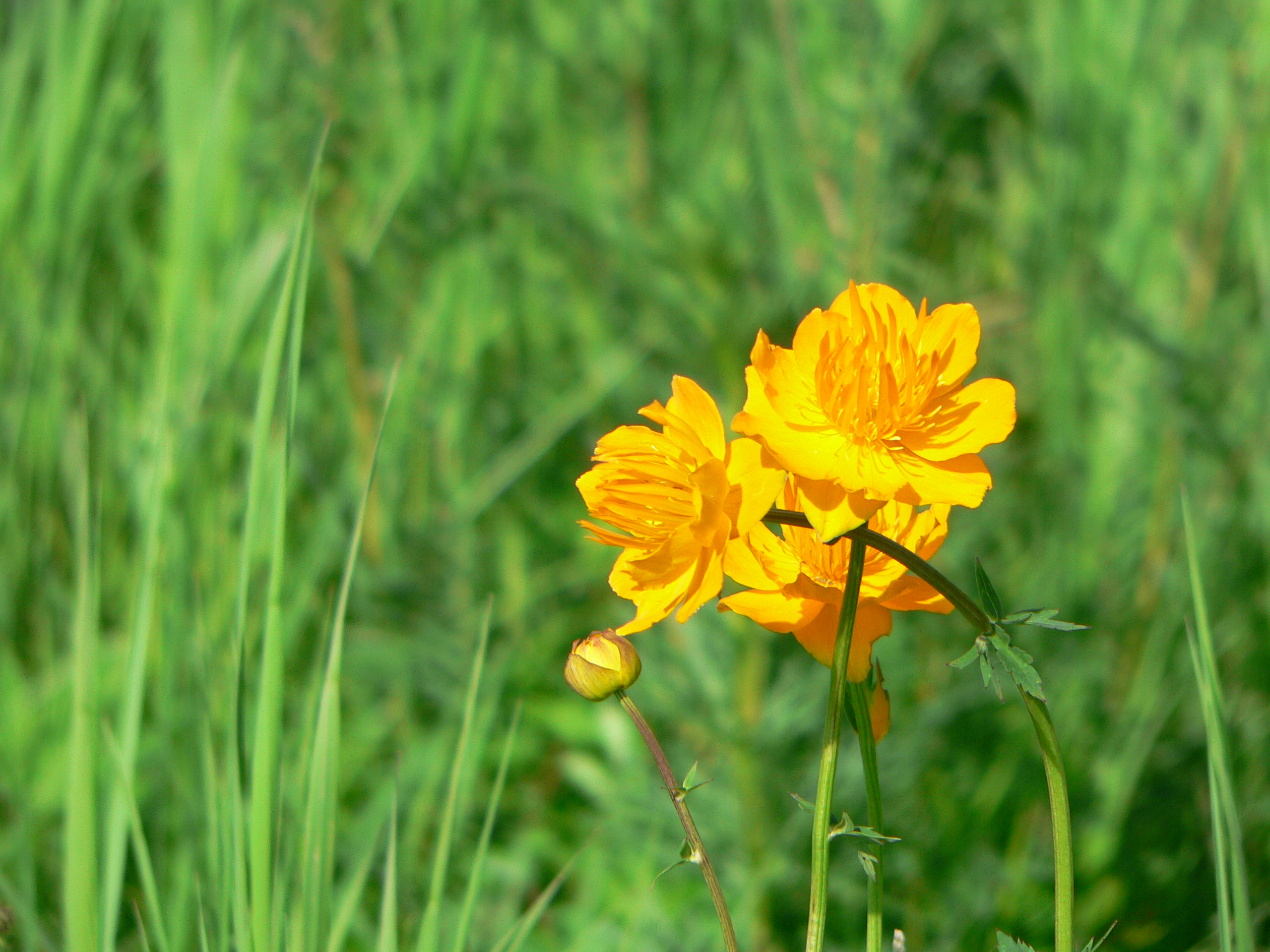
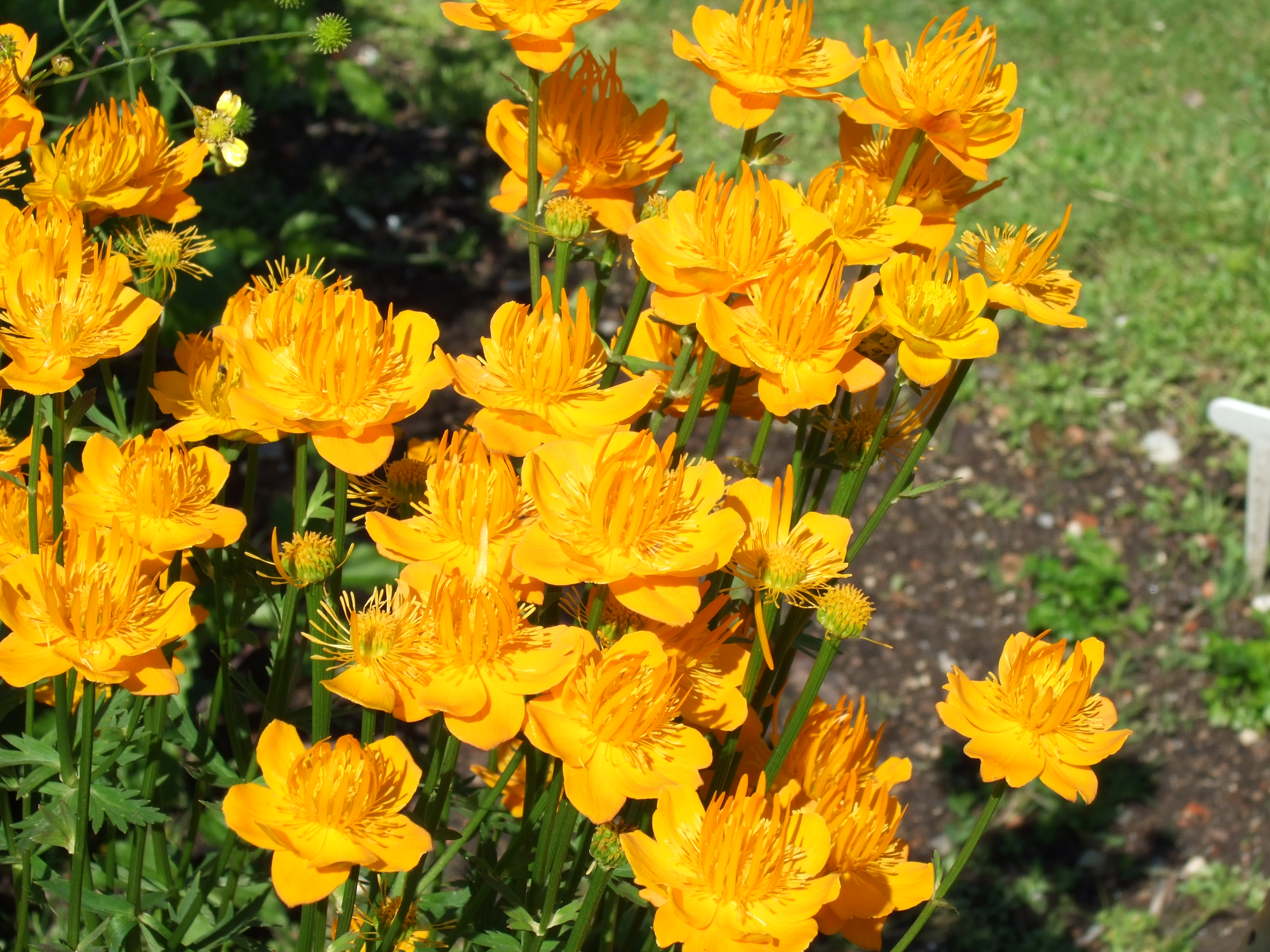
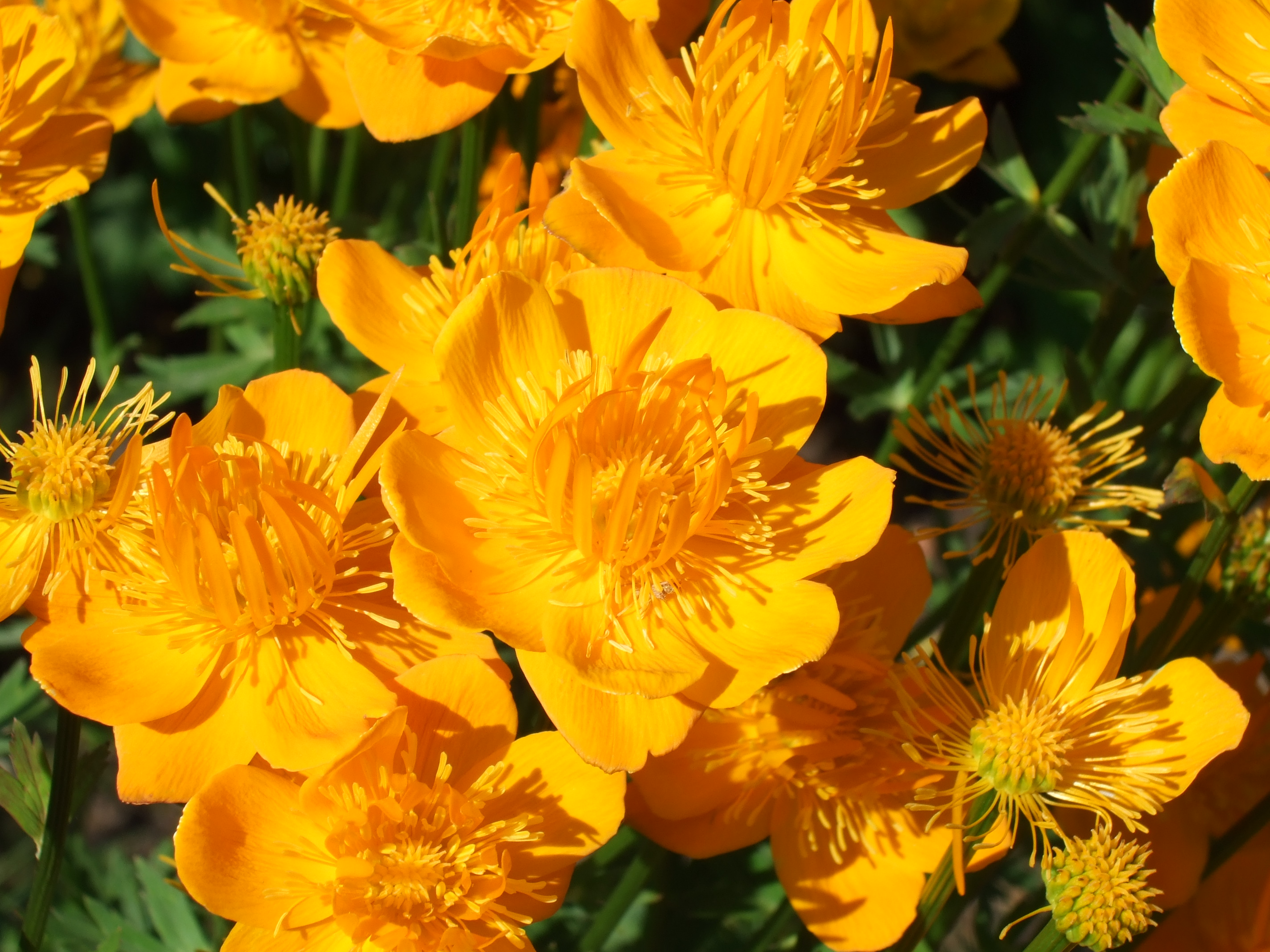
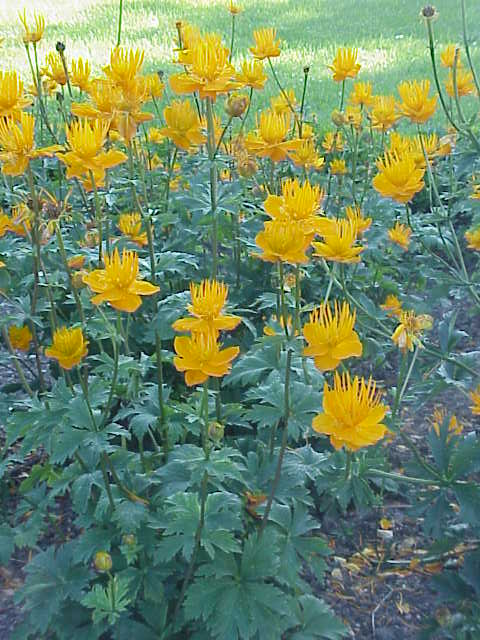